# Jens-Anton Poulsson
Jens-Anton Poulsson (27. října 1918 Rjukan, Norsko – 2. února 2010 Kongsberg, Norsko) byl norský důstojník a člen odboje, známý zejména svou rolí v operaci Telemark (velitel skupiny Grouse: 1942 → Swallow: 1943), účastnil se také operace Sunshine. Po válce pokračoval ve vojenské kariéře a v roce 1968 získal hodnost plukovníka. Za svou činnost obdržel vysoká norská a zahraniční vyznamenání.

## Život a kariéra

### Osobní život
Jens-Anton Poulsson se narodil 27. října 1918 ve městě Rjukan (kde byla později vybudována továrna na těžkou vodu, která tak zásadně ovlivnila jeho život), municipalita Tinn, kraj Telemark, střední Norsko. Jeho rodiči byli Jens Jørgensen Poulsson a Vivi Langeová. Oženil se po válce, v roce 1946 (Bergljot Josefine Dammenová).

### Těžká voda a nacisté
V roce 1932 americký fyzikální chemik Harold Urey s kolegy publikovali v prestižním časopise Physical Review své poznatky o těžké vodě a nově objeveném izotopu vodíku, který byl později nazván deuterium (k lepšímu pochopení izotopů přispěl také britský fyzik James Chadwick, který rovněž v roce 1932 objevil neutron). Harold Urey za tyto výzkumy v roce 1934 získal Nobelovu cena za chemii.
Existuje více způsobů jak těžkou vodu separovat z běžné vody, ale všechny jsou zdlouhavé a energeticky velmi náročné. V roce 1933 vytvořili Jomar Brun (tehdy již ředitel vodní elektrárny Vemork) a Leif Tronstad (v té době akademik a současně konzultant pro Norsk Hydro) plán na výrobu těžké vody v průmyslovém měřítku. Jejich plán byl ihned realizován a již v roce 1934 byla v těsném sousedství elektrárny Vemork u Rjukanu, rodného města Jens-Antona Poulssona, otevřena první továrna na těžkou vodu v Evropě.
V roce 1940 nacistické Německo během Operace Weserübung obsadilo Dánsko a Norsko. Jomar Brun a Leif Tronstad se zapojili do odboje a prostřednictvím odbojové skupiny Skylark B posílali zprávy do Londýna.  Zpočátku ale neznali přesnou příčinu enormního zájmu Němců o těžkou vodu. V září 1941 byla odbojová skupina odhalena, Leif Tronstad na poslední chvíli utekl před gestapem nejprve do Švédska, v říjnu 1941 pak do Spojeného království. V říjnu 1942 byl Jomar Brun také převezen do Spojeného království, údajně na přímou žádost Winstona Churchilla.
Také Jens-Anton Poulsson (který byl absolventem důstojnické školy) již v lednu 1941 uprchl do Švédska a v říjnu do Velké Británie. V listopadu 1941 byl zařazen do norské samostatné roty (Kompani Linge) a podstoupil zdejší výcvik. Leif Tronstad se rovněž chtěl zapojit do aktivní služby, ale norské vojenské velení v Británii mu v tom zabránilo, protože pro jeho odborné vědecké, technické i organizační schopnosti byl „příliš cenný“ pro přímé zapojení do bojových aktivit. Místo toho měl na starosti speciální operace proti průmyslu a lodní dopravě v Norsku a mimo jiné také odbornou část výcviku výše zmíněné Kompani Linge.

### Operace Telemark: 1942
Spojencům byl postupně stále jasnější strategický význam těžké vody a souvislost s německým jaderným programem i případnou konstrukcí atomové bomby. Proto byl do oblasti kolem Rjukanu v říjnu 1942 nejprve vysazen padáky malý tým agentů SOE pod krycím názvem operace Grouse (nebo osoby tohoto výsadku jsou označovány jako skupina Grouse). Velitelem této malé skupiny byl právě Jens-Anton Poulsson, dalšími členy byli Arne Kjelstrup, Knut Haugland a Claus Helberg.
Úkolem skupiny Grouse bylo shromažďovať zpravodajské informace a připravit podmínky pro další skupinu. Přílet mnohem větší skupiny Freshman (přes 30 osob, převážně britští ženisté) v listopadu 1942 však skončil katastrofou. Mnoho osob zahynulo buď již při havárii letadla nebo nouzovém přistání kluzáků. Zbytek skupiny Němci zajali, mučili a nakonec popravili (přestože měli britské uniformy a status zajatce). Jen několika členům původní skupiny Grouse se podařilo uprchnout do hor, kde na největší náhorní plošině Hardangervidda obtížně přežili velmi tvrdou zimu.

### Operace Telemark: 1943

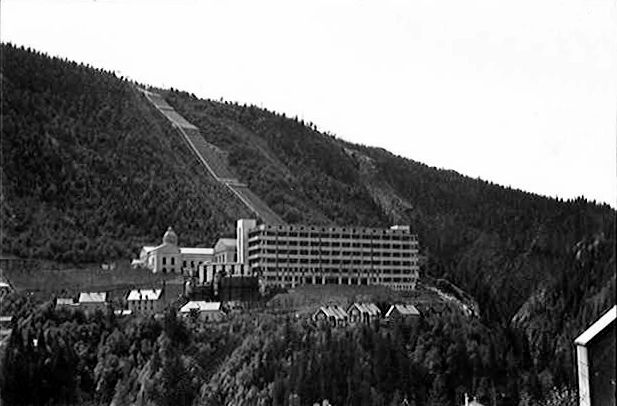
Vemork 1935: vpředu nová továrna na těžkou vodu, za ní hydroelektrárna a na svahu potrubí k turbínám.

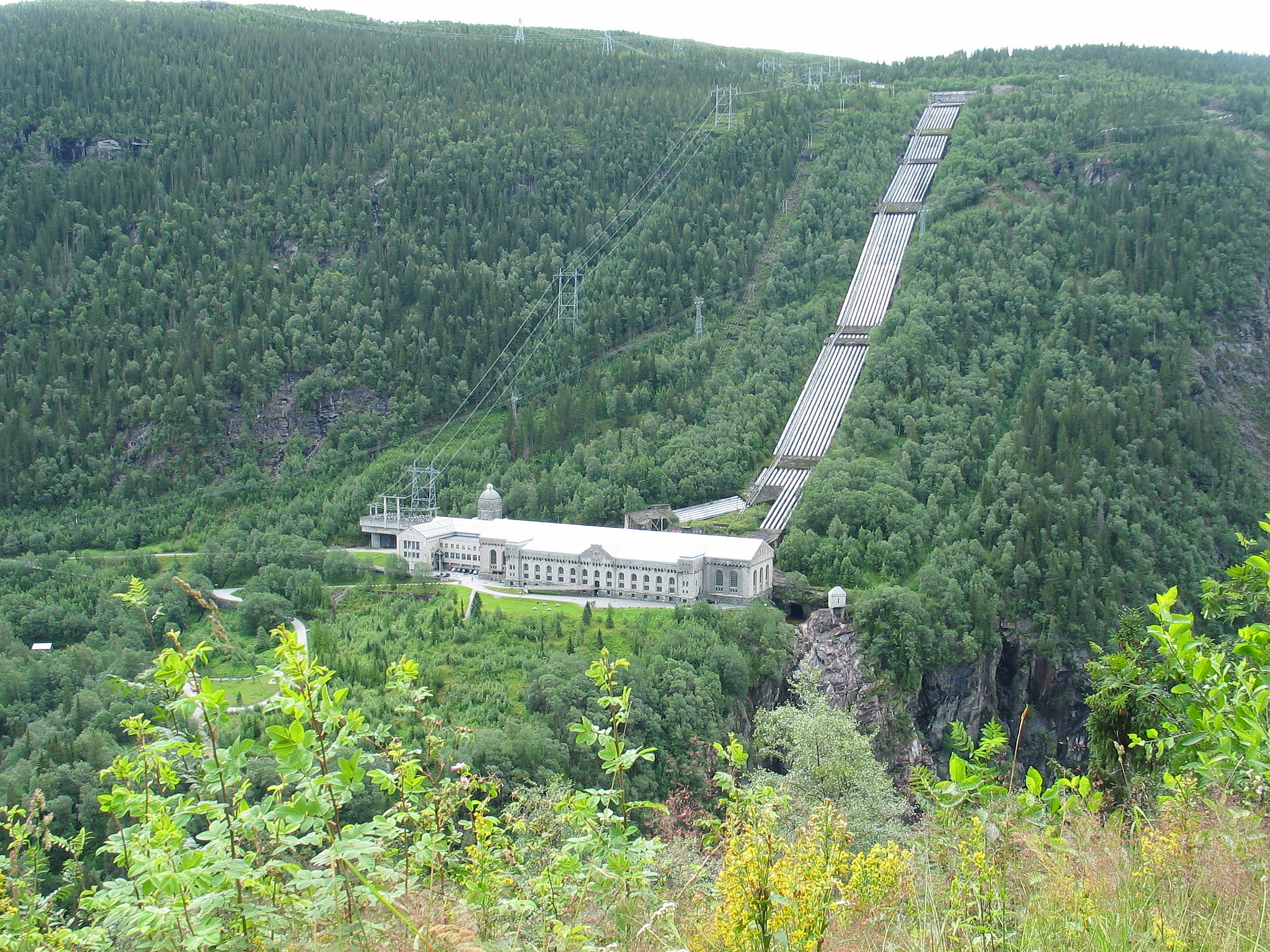
Vemork 2008: hydroelektrárna již bez továrny na těžkou vodu.

Leif Tronstad se chtěl osobně zapojit do další akce s krycím názvem Gunnerside, ale opět mu v tom zabránili jeho nadřízení. Tronstad a Jomar Brun poskytli členům skupiny detailní znalosti o zařízení na těžkou vodu a sabotáž trénovali na maketě továrny. Po tragických zkušenostech s letadlem a kluzáky byly zvoleny padáky a vybrána jen malá skupina výhradně Norů. Velitelm skupiny Gunnerside byl Joachim Rønneberg, jeho zástupce Knut Haukelid o akci v roce 1947 napsal knihu, pozdější rozšířené vydání bylo přeloženo do angličtiny a dalších jazyků.
Skupina Gunnerside se po výsadku v únoru 1943 spojila se skupinou Grouse (nyní Swallow, kterou stále vedl Jens-Anton Poulsson). I po spojení obou skupin měl tým jen 11 mužů. Akce byla úspěšně provedena v noci z 27. na 28. února 1943. Byly zničeny zásoby těžké vody a výbuchem poškozeno výrobní zařízení. Továrnu se však nepodařilo trvale nebo alespoň dlouhodobě vyřadit z provozu, jak plánovači možná doufali. Po třech měsících se Německu podařilo výrobu obnovit, byť ne v původním rozsahu.
Po obnovení výroby Američané Vemork bombardovali, což si vyžádala životy 76 lidí, z nichž mnozí byli civilisté. Zařízení na výrobu těžké vody v suterénu pod silnými stropy nebylo přímo zasaženo, ale provoz byl opět přerušen kvůli poškozenému generátoru elektřiny. Němci pak koncem roku 1943 rozhodli dopravit veškeré zásoby těžké vody a použitelné zařízení do Německa. Trasa z Rjukanu vedla střídavě po železnici a lodí, což bylo vyhodnoceno jako nejslabší místo. Odbojáři trajekt SF Hydro potopili v únoru 1944, malou skupinu vedl Knut Haukelid, ale této části operace Telemark se Jens-Anton Poulsson již neúčastnil. Znovu však byl vysazen do Norska v říjnu 1944 v rámci operace Sunshine.

### Operace Sunshine
V druhé polovině roku 1944 začala německá vojska ustupovat ze severního Norska. Mnohdy však při tom používala taktiku spálené země. V důsledku toho začal Leif Tronstad plánovat, jak zorganizovat obranu a ochranu průmyslových lokalit v jižním Norsku. První plán se týkal Horního Telemarku a měl krycí název Operace Sunshine. Jeho základním principem bylo vybudovat obranné síly z existujících ohnisek odboje v oblasti.
Leif Tronstad, jemuž bylo dříve zabráněno účastnit se operací, na jejichž plánování se podílel, si tentokrát zařazení do skupiny prosadil. 4. října 1944 se opět na náhorní plošinu Hardangervidda uskutečnil padákový výsadek, ve kterém bylo vedle Tronstada osm dalších norských členů Kompani Linge. Patřili k nim právě Jens-Anton Poulsson, Claus Helberg jako radista nebo Gunnar Syverstad. Po výsadku bydleli v malém přístřešku, který postavil Einar Skinnarland.
Vytvořili bojové skupiny ve městech Rjukan, Notodden, v osadě Nore a operovali v této oblasti. Jens-Anton Poulsson byl spolu s Clausem Helbergem (který byl operátorem radiostanice) zodpovědný za úsek Rjukan. V horách obklopujících Rjukan se jim postupně podařilo vybudovat silnou vojenskou jednotku, která měla kolem 300 odbojářů. Proviantem a zbraněmi byla zásobována ze spojeneckých letadel.
Část kraje Telemark, kterou pokrývala operace Sunshine, se nazývala Milorgský okrsek 16 (Milorg D-16). Sám pojem „Milorg“ označuje hlavní norské hnutí odporu, které operovalo také v jiných částech země. Když byli Leif Tronstad a Gunnar Syverstad 11. března 1945 zabiti při přestřelce v Syrebekkstølenu (municipalita Rauland), převzal Jens-Anton Poulsson velení celé operace Sunshine, která pokračovala až do konce války.

### Po válce
Po válce pokračoval ve vojenské kariéře. V roce 1952 absolvoval důstojnický kurz v USA a v roce 1966 Norskou vysokou školu obrany. Mezitím v roce 1960 Jens-Anton Poulsson vedl tzv. Danor, dánsko-norský prapor v pásmu Gazy, který byl součástí Pohotovostních jednotek OSN (UNEF: United Nations Emergency Force). Od roku 1961 zastával různé vedoucí funkce v norské armádě a od roku 1968 měl hodnost plukovníka.
V letech 1961–1965 stál v čele stráže Jeho Veličenstva krále (norsky Hans Majestet Kongens Garde), v letech 1967–1968 byl zástupcem velitele brigády Nord (Brigaden i Nord-Norge), která po mnoho let byla hlavní složkou norské pozemní obrany. V letech 1980–1982 byl velitelem 3. pěšího pluku v severním Norsku. V roce 1982 odešel do důchodu.
Poté žil ve městě Kongsberg, asi 80 kilometrů od hlavního města. U příležitosti 50. výročí operace Telemark se Jens-Anton Poulsson a Claus Helberg zúčastnili rozsáhlého rozhovoru, který 27. února 1993 odvysílala rozhlasová stanice společnosti NRK. Poulsson zemřel v Kongsbergu počátkem února 2010 ve věku 91 let. Pohřben byl 15. února 2010 ve farním kostele Uranienborg (Uranienborg kirke) v Oslo. Pohřbu se zúčastnila řada významných norských osobností v čele s králem Haraldem V. a královnou Sonjou Norskou.

## Vyznamenání
Jens-Anton Poulsson byl poprvé vyznamenám ještě během války, po návratu do Velké Británie v roce 1943, za účasti krále Haakona VII., na slavnostním ceremoniálu ve výcvikovém středisku STS 26 ve Skotsku patřící SOE. Jens-Anton Poulsson jako velitel skupiny Grouse (později Swallow) a Joachim Rønneberg jako velitel skupiny Gunnerside obdrželi Norský válečný kříž s mečem (Krigskorset med sverd), zatímco ostatní účastníci operace Telemark obdrželi Medaili svatého Olava s dubovou ratolestí (St. Olavsmedaljen med ekegren).
V pozdějších letech byl postupně vyznamenán Medailí za obranu 1940–1945 (Deltagermedaljen 9. april 1940 – 8. mai 1945; toto vyznamenání vzniklo v roce 1945), Medailí 70. výročí narození krále Haakona VII. (Haakon VIIs 70-årsmedalje) a Medaili svatého Olava s dubovou ratolestí. Ze zahraničních vyznamenání je třeba zmínit především britský Řád za vynikající službu (Distinguished Service Order).

## Filmová ztvárnění
Již krátce po válce (1948) byl natočen v koprodukci Norska a Francie (kde se stal druhým nejnavštěvovanějším v tomto roce) film Boj o těžkou vodu (norsky Kampen om tungtvannet), který má polodokumentární charakter. Nejen většina odbojářů, kteří přežili, včetně Jens-Antona Poulssona, ale také další osoby v něm hraji sami sebe. Fotografie v infoboxu je právě ze slavnostní norské premiéry filmu 5. února 1948 za účasti krále Haakona VII. Jen minimální počet dalších reálných postav museli vytvořili norští herci.
Ve výpravném britském filmovém dramatu Hrdinové z Telemarku z roku 1965 se jeho postava přímo nevyskytuje. Naopak v zatím posledním uměleckém ztvárnění těchto událostí, norské minisérii Boj o těžkou vodu z roku 2015 má jeho postava velitele skupiny Grouse poměrně značný prostor a hraje ho norský herec a muzikant Benjamin Helstad.
Šestidílný norský seriál (Česká televize ho však vysílala vždy dva díly najednou: premiéra 2017, repríza 2018) byl zčásti natáčen v Praze (Národní muzeum: udílení Nobelovy ceny Werneru Heisenbergovi nebo např. budovy právnické a přírodovědecké fakulty, tovární areál ve Vysočanech) a dalších místech (Konopiště, letiště Benešov). Jak český, tak původní norský název Kampen om tungtvannet je stejný jako výše uvedeného polodokumentárního filmu z roku 1948.